# Pasar Sipiongot
Pasar Sipiongot is een bestuurslaag in het regentschap Padang Lawas Utara van de provincie Noord-Sumatra, Indonesië. Pasar Sipiongot telt 1818 inwoners (volkstelling 2010).